# Virden (Illinois)
Virden é uma cidade localizada no estado americano de Illinois, no Condado de Macoupin e Condado de Sangamon.

## Demografia
Segundo o censo americano de 2000, a sua população era de 3488 habitantes.
Em 2006, foi estimada uma população de 3436, um decréscimo de 52 (-1.5%).

## Geografia
De acordo com o United States Census Bureau tem uma área de
4,4 km², dos quais 4,4 km² cobertos por terra e 0,0 km² cobertos por água.

## Localidades na vizinhança
O diagrama seguinte representa as localidades num raio de 12 km ao redor de Virden.